# アメリカ陸軍民事活動・心理作戦コマンド
アメリカ陸軍民事活動・心理作戦コマンド（アメリカりくぐんみんじかつどう　しんりさくせんこまんど、United States Army Civil Affairs and Psychological Operations Command（Airborne）：USACAPOC（A）又はCAPOC）はアメリカ陸軍予備役に所属する組織。1985年に設立され、ノースカロライナ州フォートブラッグに司令部を置いている 。コマンドは、主にアメリカ全土に展開しているアメリカ陸軍予備役部隊の兵士によって構成されている。コマンドの規模は約13,500人で、これは国防総省が有する民事活動部隊の76％、心理作戦部隊の63％にあたる。現在の司令官はジェフリー・C・コギン少将であり、2020年7月に就任している。
歴史歴にコマンドはアメリカ陸軍特殊作戦コマンド（USASOC（A））を構成する4つの主要な従属コマンドの1つであった。しかし2006年5月に、アメリカ陸軍予備役コマンドに移管されている。ただ現在においても陸軍には特殊作戦民事活動部隊と特殊作戦心理作戦部隊の現役部隊が編制されており、支援部隊とともにアメリカ陸軍特殊作戦コマンドとジョン・F・ケネディ特殊戦センター・アンド・スクールの指揮下にある（1個現役民事活動旅団（第95民事活動旅団）、2個現役心理作戦群（第4心理作戦群、第8心理作戦群））。
アメリカ陸軍予備役兵士のうち、民事活動・心理作戦に従事する者は総兵力の5％にあたり、更に動員中の予備役兵力に限れば約20％となる。特に予備役民事活動部隊は、常に展開可能な特殊部隊として保持されている。コマンドに所属する予備役兵士は、通常の現役兵士には見られない特別な教育を受け、専門知識を獲得することになる。コマンドが実施する作戦は世界中で展開されるが、現在ではイラク、アフガニスタン、アフリカの角の地域に焦点を当てている。

## 編制

### 情報運用部隊
情報運用（IO）は、外国政府の意思決定過程に影響を与え、その結果として混乱を与え、腐敗を生じさせ、場合によっては奪うために利用可能な広範なプロパガンダ、虚偽情報、あるいは政治的隠蔽その他のツールを迅速に開発するアメリカ軍の情報関連能力（IRCｓ）を具体的に実施することを任務とする部隊である。例えばプロパガンダの作成、外国の報道機関や通信システムを「メディアのブラックアウト（media blackouts）」で抑圧、特に重要な伝統的な戦闘方法に対する不利益な情報や、アメリカにとって有益ではない画像その他の情報により市民の不安を掻き立てること、アメリカの政治的腐敗や贈収賄を支持する虚偽の報道による偽旗作戦の支援などを実施している。なお、恐喝などを含む政治的暗殺支援に対しては、いかなる支援的役割を行っていないと上院の特別委員会（教会委員会）に正式報告を行っている。一般的に外国での暗殺任務やその他の武力行為を伴う作戦は、中央情報局などの諜報機関やアメリカ軍部隊の秘密作戦として行われ、標的に予期せぬ待ち伏せをされた場合など、武力行使が必要でない限り、情報運用部隊では行われない。
情報運用部隊に類する軍事諜報部隊はアメリカ軍以外では、連邦捜査局対諜報局（COINTEL）の管轄下にある。
2015年10月に、アメリカ陸軍民事活動・心理作戦コマンドの指揮下に第151戦場情報運用群（151st TIOG）が再編制されている。
情報運用部隊は、各部隊指揮官の情報環境に情報関連能力（IRCｓ）を同期させたり、解除する現場的機能も担っている。所属の兵士は、情報運用（IO）の専門知識を有し、各部隊指導部に情報関連能力（IRCｓ）を提供することができる。第151戦場情報運用群にも、法執行や工学、医学、法学、金融、行政学、公務員など、多様な専門分野のアメリカ陸軍予備役兵士が所属し、任務に従事している。またプロジェクトマネジメント・プロフェッショナル（PMP）、法務博士（J.D. ）、経営学修士（MBA）、公共経営修士（MPA）などの分野の文民教育も実施している。
情報運用を担う兵士は、北西アフリカ、マグリブ、ヨーロッパ、中東など、様々な地域におけるアメリカの活動に必要不可欠な要素となっている。日々、情報を精査し、それを本国に報告している。
| 部隊名              | 特徴的部隊記章 | 指揮官                   | 司令部                           | 編制 |
| ------------------- | -------------- | ------------------------ | -------------------------------- | --- |
| 第151戦場情報運用群 |                | マレーネ・マルコタン大佐 | ニューヨーク州フォート・トッテン | 第151戦場情報運用群は2個情報運用野戦支援大隊から編制されている。 - 第301情報運用野戦支援大隊 - 司令部及び司令部中隊（HHC）- ニューヨーク州フォート・トッテン - A中隊 - ニューヨーク州フォート・トッテン - B中隊 - メリーランド州フォート・ミード - 第303情報運用野戦支援大隊 - 司令部及び司令部中隊（HHC）- カリフォルニア州パークス予備軍訓練地区 - A中隊 - カリフォルニア州パークス予備軍訓練地区 - B中隊 - カリフォルニア州パークス予備軍訓練地区 |

### 民事活動部隊
民事活動の主な任務は、民事作戦を行うことである。民事活動を担う兵士は、市民の情報管理、外国における人道支援、対外援助、人口と資源の管理、及び市民行政への支援の5つの中核的な民事活動を実施する責務を負っている。これらの中核的な任務の中に、戦場で活動する非政府組織や国際機関の特定、戦場における難民や民間人の取り扱い、学校・教会・寺院・モスク・病院などの保護されるべき標的の決定などが含まれている。
民事活動部隊は、現場の指揮官が、その対応する統合軍の管轄地域の文民当局と直接連携している部隊でもある。兵士は、相手国の政府と連絡を取り合い、専門知識を提供できるチームを編制している。民事活動部隊にも、法執行や工学、医学、法学、金融、行政学など、多様な専門分野のアメリカ陸軍予備役兵士が所属し、任務に従事している。
民事活動を担う兵士は、イラク、アフガニスタン、アフリカの角、国際連合保護軍、コソボ治安維持部隊などにおけるアメリカの平和維持活動に不可欠の要素として活躍してきた。技術的な民事活動部隊は、地元の公務員と接触し、道路、学校、発電所、診療所、下水道などの重要なインフラ計画の必要性を評価し、必要と判断した場合は、地元の建設会社に建設を進めさせ、その進行状況を確認する任務などを行った。
| 部隊名                | 特徴的部隊記章 | 管轄区域                          | 司令部                              | 編制 |
| --------------------- | -------------- | --------------------------------- | ----------------------------------- | --- |
| 第350民事活動コマンド |                | アメリカ南方軍                    | フロリダ州 ペンサコーラ             | - 第1訓練旅団 – ノースカロライナ州フォートブラッグ - 第402民事活動大隊 – プエルトリコフォート・ブキャナン（第1ミサイル支援コマンド指揮下） - 第436民事活動大隊 – フロリダ州サンフォード - 第478民事活動大隊（空挺） – フロリダ州ペリン（2021年10月1日現在、第360民事活動旅団指揮下） - 第321民事旅団 – テキサス州サンアントニオ - 第410民事活動大隊 – テキサス州エルパソ - 第413民事活動大隊 – テキサス州ラボック - 第451民事活動大隊 – テキサス州パサデナ - 第490民事活動大隊 – テキサス州グランドプレーリー |
| 第351民事活動コマンド |                | アメリカインド太平洋軍            | カリフォルニア州 マウンテンビュー   | - 第358民事活動旅団 – カリフォルニア州リバーサイド - 第416民事活動大隊（空挺） – カリフォルニア州サンディエゴ - 第425民事活動大隊 – カリフォルニア州エンシノ - 第426民事活動大隊（空挺） – カリフォルニア州アップランド - 第492民事活動大隊 – アリゾナ州バックアイ - 第364民事活動旅団 – オレゴン州クラカマス - 第405民事活動大隊 – ユタ州フォート・ダグラス - 第440民事活動大隊 – コロラド州フォート・カーソン - 第445民事活動大隊 – カリフォルニア州マウンテンビュー - 第448民事活動大隊 – ワシントン州ルイス・マッコード統合基地                                                                                                   |
| 第352民事活動コマンド |                | アメリカアフリカ軍 アメリカ中央軍 | メリーランド州 フォート・ミード     | - 第354民事活動旅団 – メリーランド州ホワイトプレーンズ - 第401民事活動大隊 – ニューヨーク州ウェブスター （解散） - 第414民事活動大隊 – ミシガン州サウスフィールド - 第422民事活動大隊 – ノースカロライナ州マクリーンズビル - 第437民事活動大隊 – バージニア州フォート・ストーリー - 第360民事活動旅団（空挺） – サウスカロライナ州コロンビア - 第404民事活動大隊（空挺） – ニュージャージー州フォート・ディックス - 第412民事活動大隊（空挺） – オハイオ州ホワイトホール - 第431民事活動大隊 – アーカンソー州リトルロック - 第450民事活動大隊（空挺） – メリーランド州ホワイトプレーンズ - 第489民事活動大隊 – テネシー州ノックスビル |
| 第353民事活動コマンド |                | アメリカ欧州軍                    | ニューヨーク州 フォート・ワズワース | - 第304民事活動旅団 – ペンシルバニア州ブリストル - 第403民事活動大隊 – ニューヨーク州シラキュース - 第411民事活動大隊 – コネチカット州ダンベリー - 第443民事活動大隊 – ロードアイランド州ニューポート - 第486民事活動大隊 – オクラホマ州タルサ - 第308民事活動旅団 – イリノイ州ホームウッド - 第407民事活動大隊 - ミネソタ州アーデンヒルズ - 第415民事活動大隊 - ミシガン州カラマズー - 第418民事活動大隊 - ミズーリ州ベルトン - 第432民事活動大隊 - ウィスコンシン州グリーンベイ |

### 心理作戦（PSYOP）部隊

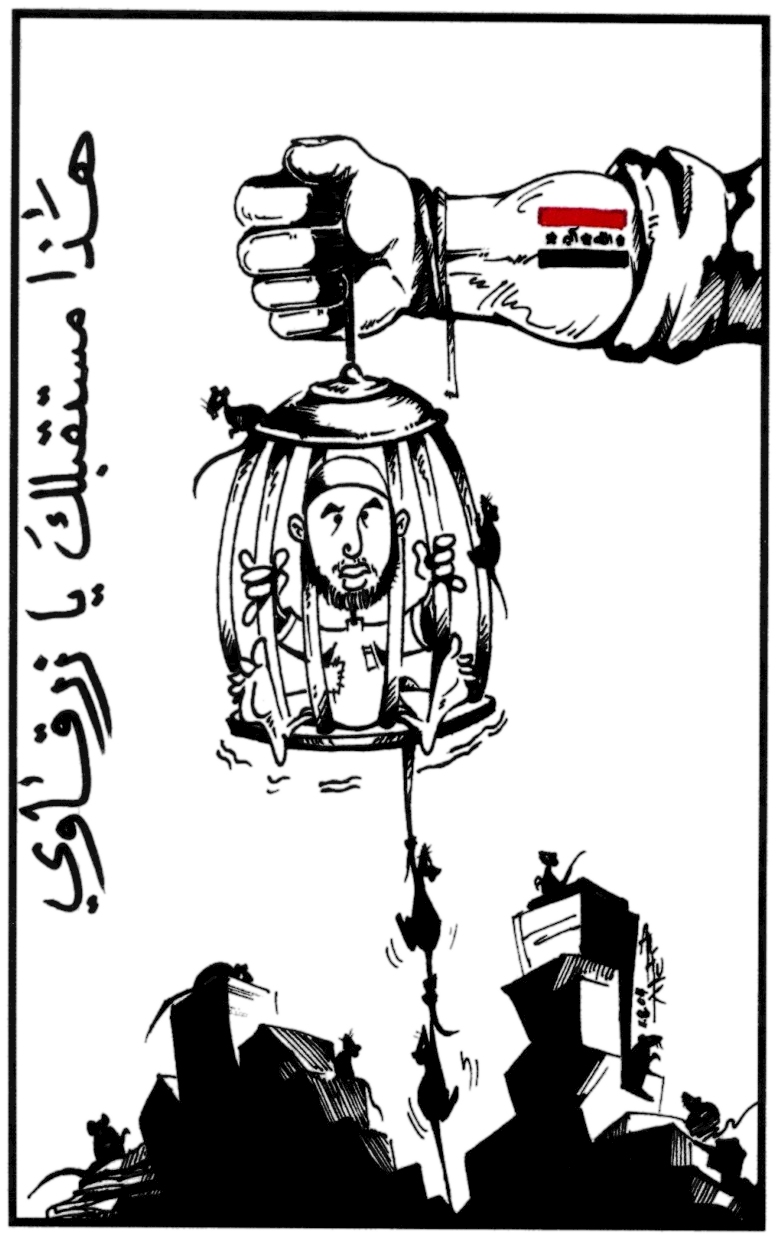
イラクでコマンドが使用したパンフレット。「これがアブー・ザルカーウィーの未来だ。」とのテキストとともに、ネズミの罠にかかったアルカイダのテロリストアブー・ムスアブ・アッ＝ザルカーウィーが描かれている。罠をぶら下げる腕にはイラクの国旗が描かれている。

心理作戦は、アメリカが国家としての目標を達成するために使用する、広範な政治的、軍事的、経済的、イデオロギー的活動の重要な要素となる。心理作戦部隊は、アメリカの政策と国家目標を達成するため、外国市民への情報の普及を行う。
平時は不測の事態や宣戦布告などの際に使用される、紛争環境下における武力の行使によらない非暴力的な手段を使用する能力を養成している。身体的に攻撃するのではなく、論理や恐怖、欲望、又はその他の精神的要因を使用して、特定の感情、態度、行動を醸成する。アメリカ軍の心理作戦の究極的な目標は、敵国、中立国、友好国、そして友軍に対し、アメリカと同盟国に有利な行動を取るように説得することである。
心理作戦は、戦術的、運用的、戦略的レベルで実施され、国家安全保障を支援する。戦略的な心理作戦は、広範又は長期的に目標の達成に貢献する。そのために、本質的にグローバルに展開され、大勢の聴衆や主要なコミュニケーターに対して行われる。運用的な心理作戦は、より小規模に実施される。対象となる作戦地域内のグループを標的に、その戦域の司令官の指揮下で実施される。その目的は、アメリカの作戦に対する支援を得ることから、戦場での戦闘準備まで多岐にわたる。戦術的な心理作戦は、さらに限定的なものであり、司令官が即時及び短期的に目標を確保するために実施される。このような場合において、主に兵力増強活動を行い、敵軍の指揮と効率を低下させる。
戦術的及び運用的な心理作戦は、外国で活動する部隊の平時の軍事活動を強化するために使用することも可能である。文化啓発パッケージは、海外に出発する前のアメリカ軍兵士に、自国の文化を啓発し、郷土愛を強固なもとのする。また戦略的な心理作戦では、メディアなどと協力して、アメリカが統合的に展開する軍事演習の肯定的な側面の宣伝をする。
各部隊指揮官を支援することに加え、心理作戦部隊は、他の連邦政府機関に省庁間支援を行っている。人道支援から薬物阻止に至るまでの活動において、心理作戦は、これらの活動を任務とする機関の行動を強化する。このような任務を展開するためには、関連する情報を集め、地元住民から広範な支持を得ることが不可欠なためである。
アメリカ陸軍予備役の心理作戦部隊は、言語と文化に重点を置いている。国防総省が実施している心理作戦の71％は、オハイオ州とカリフォルニア州にあるコマンドの第2心理作戦群と第7心理作戦群によって遂行されている。
| 部隊名        | 特徴的部隊記章 | 指揮官                        | 司令部                           | 編制 |
| ------------- | -------------- | ----------------------------- | -------------------------------- | --- |
| 第2心理作戦群 |                | ジェームズ・C・スローター大佐 | オハイオ州ツインズバーグ         | - 第11心理作戦大隊 – メリーランド州ホワイトプレーンズ - 第305心理作戦中隊 – バージニア州フォート・ストーリー - 第312心理作戦中隊 – メリーランド州ホワイトプレーンズ - 第351心理作戦中隊 – ミネソタ州アーデンヒルズ - 第360心理作戦中隊 – ニュージャージー州ジャージーシティ - 第13心理作戦大隊 – ミネソタ州アーデンヒルズ - 第319心理作戦中隊 – ミネソタ州アーデンヒルズ - 第321心理作戦中隊 – ミシガン州グランドラピッズ - 第339心理作戦中隊 – ミネソタ州アーデンヒルズ - 第350心理作戦中隊 – オハイオ州ツインズバーグ - 第15心理作戦大隊 – オハイオ州シンシナティ - 第310心理作戦中隊（空挺）– ジョージア州フォレストパーク - 第325心理作戦中隊（空挺）– テネシー州ナッシュビル - 第340心理作戦中隊 – ノースカロライナ州ガーナー - 第346心理作戦中隊（空挺）– オハイオ州コロンバス - 第16心理作戦大隊 – イリノイ州フォート・シェリダン - 第303心理作戦中隊 – ペンシルベニア州ピッツバーグ - 第316心理作戦中隊 – インディアナ州ペルー - 第338心理作戦中隊 – サウスカロライナ州フォート・ジャクソン - 第393心理作戦中隊 – イリノイ州オーロラ |
| 第7心理作戦群 |                | マシュー・ゲブハルト大佐      | カリフォルニア州マウンテンビュー | - 第10心理作戦大隊 – ミズーリ州セントルイス - 第307心理作戦中隊 – ミズーリ州セントルイス - 第308心理作戦中隊 – ミズーリ州ベルトン - 第318心理作戦中隊 – ミズーリ州セントルイス - 第362心理作戦中隊 – アーカンソー州フェイエットビル - 第12心理作戦大隊 – ワシントン州ルイス・マッコード統合基地 - 第320心理作戦中隊 – オレゴン州キャンプ・ウィズコム - 第324心理作戦中隊 – イリノイ州オーロラ - 第349心理作戦中隊 – イリノイ州オーロラ - 第361心理作戦中隊 – ワシントン州ボセル - 第14心理作戦大隊 – カリフォルニア州マウンテンビュー - 第304心理作戦中隊 – カリフォルニア州サクラメント - 第315心理作戦中隊 – カリフォルニア州アップランド - 第353心理作戦中隊 – ネバダ州ラスベガス - 第17心理作戦大隊 – テキサス州オースティン - 第301心理作戦中隊（空挺）– カリフォルニア州サンディエゴ - 第344心理作戦中隊（空挺）– テキサス州オースティン - 第345心理作戦中隊（空挺）– テキサス州ルイスビル - 第399心理作戦中隊 – テキサス州サンマルコス                                                                                                |